# Route nationale 428
Die Route nationale 428, kurz N 428 oder RN 428, war eine französische Nationalstraße.
Der Streckenverlauf führte auf einer Länge von 71 Kilometern von Châtillon-sur-Seine nach Saints-Geosmes.
Die Straßennummer wurde 1933 in das Nationalstraßennetz aufgenommen. 1973 erfolgte die Abstufung zur Département-Straße.